# Code inzake de veiligheid van vissersschepen en hun opvarenden
De Code inzake de veiligheid van vissersschepen en hun opvarenden (Code of Safety for Fishermen and Fishing Vessels of Fishing Vessel Safety Code, FVS-code) is een internationale standaard op het gebied van visserij. De code is een samenwerking tussen FAO, ILO en IMO. De code komt voort uit het het hoge aantal slachtoffers dat de visserij eist, in 1999 geschat op 24.000 door de ILO. Problematisch daarbij is dat het SFV-verdrag nog niet in werking is getreden.
De code bestaat uit twee delen, deel A voor schipper en bemanning en deel B voor scheepsbouwer en eigenaar. Een eerst code werd in 1968 aangenomen door FAO, ILO en IMO. In 1975 werd de code herzien, wat opnieuw gebeurde in 2005.